# Pachycondyla villiersi
Pachycondyla villiersi är en myrart som först beskrevs av Bernard 1953.  Pachycondyla villiersi ingår i släktet Pachycondyla och familjen myror. Inga underarter finns listade i Catalogue of Life.